# Ernst Andersin
Ernst Fredrik Andersin, född 13 september 1856 i Valkeala, död 14 februari 1926 i Viborg, var en finlandssvensk ingenjör och sjöfartsråd.
Andersin föddes som son till statsrådet Fredrik Alexander Andersin och hans hustru Sofia Alexandra Hartin. Efter militärtjänsten studerade han vid 
polytekniska institutet i Helsingfors där han utexaminerades som maskiningenjör 1878. Han studerade skeppsbyggnadsteknik vid Navigationsskolan i Göteborg och praktiserade som plåtslagare på Lindholmens varv 1880–1881. Efter återkomsten till Finland arbetade han som konstruktör på Viborgs mekaniska verkstad och 1883–1884 hos R. Runeberg i Sankt Petersburg. 
Efter kompletterande studier på polytekniska institutet i Helsingfors anställdes han som ingenjör på 
Sjöfartsstyrelsen men avgick från sin tjänst 1912 i protest mot russifieringen.
Andersin deltog i byggnationen av  totalt 11 fyrar och var bland annat ansvarig för byggandet av  Bengtskärs fyr och Yttergrunds fyr.